# Eduard Blocher
Pour les articles homonymes, voir Blocher.
Eduard Blocher est un pasteur et essayiste suisse germanophile, né le 16 novembre 1870 à Münchenstein (originaire de Schattenhalb) et mort le 24 mars 1942 à Kilchberg (Zurich).
Il est le grand-père du conseiller fédéral Christoph Blocher.

## Biographie

### Origines et famille
Eduard Blocher naît le 16 novembre 1870 à Münchenstein, dans le canton de Bâle-Campagne. Il est originaire de Schattenhalb, dans le canton de Berne, où son grand-père originaire du sud de l'Allemagne se fait naturaliser en 1861, et obtient également le droit de cité de Zurich en 1941. 
Son père, Emanuel, est directeur technique d'une usine de filature de coton ; sa mère, née Karoline Engler, est originaire de Hundwil, dans le canton d'Appenzell Rhodes-Extérieures,. 
Il est l'aîné de six enfants : l'un de ses frères est le juge au Tribunal fédéral Eugen Blocher et un autre le conseiller d'État socialiste du canton de Bâle-Ville Hermann Blocher. Il est le grand-père du conseiller fédéral UDC Christoph Blocher.
Il épouse en 1894 Elisabeth Hanna Mathilde Wigand, originaire de Marbourg en Allemagne, avec qui il a un fils et deux filles.

### Études et parcours pastoral
Il suit sa scolarité à Münchenstein, puis le gymnase à Berne, à la Lerberschule (de), et à Bâle. Il fait ensuite des études de théologie à partir de 1889 à Bâle, Marbourg et Berlin, avant de se perfectionner à Paris,.
Au terme de ses études en 1889, il devient pasteur à Liestal, puis à Sidi Bel Abbès, en Algérie, de 1894 à 1897 (ou 1898) auprès de la Légion étrangère, et enfin à Sion jusqu'en 1905, alors que le canton du Valais compte à peine 1 200 protestants. 
Il exerce ensuite comme aumônier dans les hôpitaux cantonaux de Zurich, jusqu'en 1939. 

### Écrits et activités politiques
Il rédige des articles dans deux journaux antialcooliques et publie des essais sur la langue et la culture suisse alémanique et sur le bilinguisme. Admirateur du IIe Reich et pangermaniste, il est membre à partir de 1905 de la Société suisse pour la défense et la culture de la langue allemande (de) et en devient le secrétaire, puis le président en 1912. 
Il est également l'un des fondateurs en 1915 de la Deutschschweizerische Gesellschaft (Société suisse alémanique), qui défend en particulier la dénomination allemande des localités romandes, et de l'association germanophile Stimmen im Sturm aus der deutschen Schweiz (Voix dans la tempête de la Suisse alémanique), qui publie notamment sous sa plume pendant la Première Guerre mondiale des pamphlets et brochures pro-allemands, anti-français et anti-welsches, frisant la xénophobie et à l'antisémitisme,,,,. Régulièrement attaquées en justice, ces publications cessent de paraître en 1916.
Il s'oppose avec véhémence en 1920 à l'adhésion de la suisse à la Société des Nations (« un instrument destiné à humilier nos frères allemands et à neutraliser notre langue ») et cofonde l'année suivante la Ligue populaire pour l'indépendance de la Suisse (de), dont il démissionne en 1942 peu avant sa mort.
Il rencontre Adolf Hitler en 1923, qui s'exprime dans un hôtel zurichois, mais le trouve inquiétant et impie,. Il publie en 1936 dans la revue Schweizer Monatshefte un texte dans lequel il se distancie de l'Allemagne nazie.

### Mort
Il meurt le 24 mars 1942 à Kilchberg, dans le canton de Zurich, d'un accident vasculaire cérébral.

## Publications
- (de) Die deutsche Schweiz in Vergangenheit und Gegenwart., Stuttgart, Ausland & Heimat, 1923, 280 p.